# Mycetophila subrunnea
Mycetophila subrunnea är en tvåvingeart som beskrevs av Freeman 1951. Mycetophila subrunnea ingår i släktet Mycetophila och familjen svampmyggor. Inga underarter finns listade i Catalogue of Life.